# 布居寛幸
布居 寛幸（ぬのい ひろゆき、1974年3月11日 - ）は、和歌山県和歌山市出身の競輪選手。旧日本競輪学校（以下、競輪学校）第72期生。師匠は蛯名隆（競輪学校第49期生）。
競輪学校第109期生の布居翼は長男、同第111期生の布居大地は次男、同第118期生の布居光は長女。

## 来歴
和歌山県立和歌山北高等学校を経て競輪学校72期生となり、在校競走成績は第2位。
1993年8月14日、松阪競輪場でデビューし1着。
2001年、全日本選手権・スプリント優勝。アジア自転車競技選手権大会オリンピックスプリント（金子貴志、大森慶一とのトリオ）優勝、スプリント 3位。
特別競輪では、全プロでスプリント競技にエントリーしていた関係か、寬仁親王牌の出場が多かった。
2012年より日本競輪選手会和歌山支部の副支部長を務めている。

## 競走スタイル
デビュー当初は、自身のスプリント力を活かした積極的な競走で順調に力をつけ、デビューから2年半強でS級に昇格。持ち前のダッシュ力に加え、マークしている選手が差せないスピードも持ちあわせていたが、S級競走での優勝がないまま、若手の台頭で2000年代中盤からは戦法の迷いと、競走スタイルの大見さ（番手飛びつき・中団確保などの位置取りが苦手）から、低迷の時期を送る。しかし、近畿の若手・自力選手の増加もあり、後ろを回るスタイルも見せ始める中で、2012年3月の高知で待望のS級初優勝。その後は優勝回数を重ね、2015年現在では、捲りも打てる追い込み選手として、安定した実績を残している。